# Ramona (Dakota del Sud)
Ramona è un comune degli Stati Uniti d'America, situato in Dakota del Sud, nella contea di Lake.